# Фолк-рок

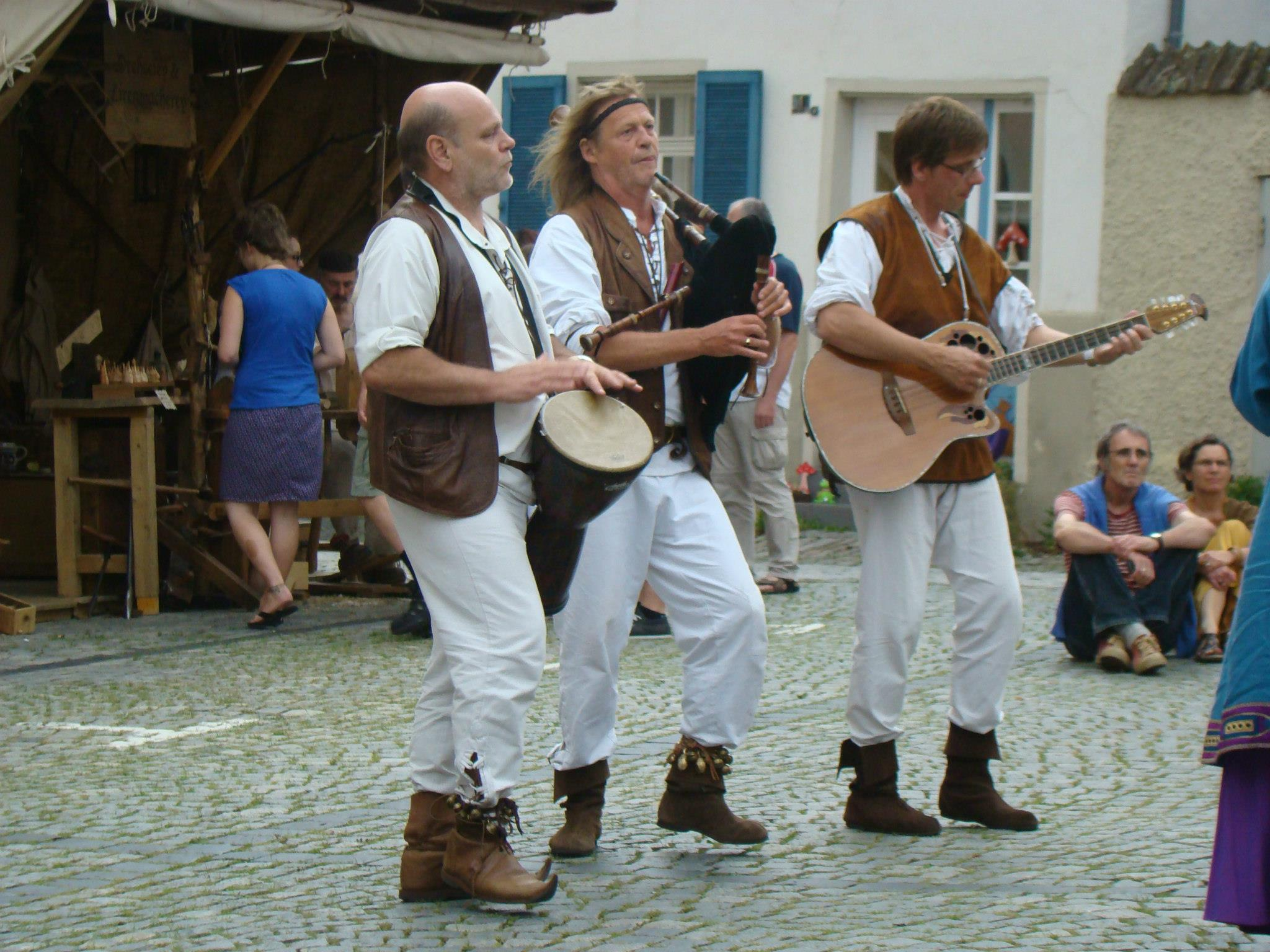
Німецький гурт Des Geyers Schwarzer Haufen

Фолк-рок (фольк-рок, англ. folk rock; також народний рок, англ. ethnick rock, ethno rock) — напрям у музиці, що поєднує фольклор з роком. Фолк-рок може більшою чи меншою мірою використовувати властиві риси народної музики, у тому числі її інструментарій та манеру виконання, проте відрізняється агресивнішим характером й енергійністю, і використанням характерних для року електронних інструментів. Як правило, музику відносять до фолк-року в тих випадках, коли «фольклорною» складовою виступає етнічна музика народів Європи (наприклад кельтський або слов'янський фольклор). Водночас подібне поєднання року з афроамериканським фольклором чи фольклором народів Азії відносять до інших напрямків (наприклад блюз-рок, кантрі-рок, афро-rock, летін-рок чи безпосередньо етнічної музики відповідно). Окремо виділяють анатолійський рок (поєднання з турецьким фольклором).

## Історична довідка
Як напрямок музики, фолк-рок виник у США в середині 1960-х років. Тематика і манера виконання були «позичені» з народних джерел і у виконавців авторської пісні, таких як Вуді Гатрі та Піт Сіґер. Гурт The Byrds, піонери жанру, свідомо прагнули зайняти вільну ринкову нішу між бардовським фольк-інспірованим звучанням Боба Ділана та популярним роком The Beatles. Потрапивши у Велику Британію, ця музика швидко і вдало трансформувалася в електричний фольк-рок, який почали грати Fairport Convention і Pentangle.
Період стрімкого розвитку фолк-року припав якраз на кінець 1960-х і 1970-ті роки в США. Культура хіпі підхопила неординарну музику, що містила бунтівний рокерський норов і близькі серцю народні мотиви. У першій половині 1970-х років, значну популярність завойовує кельтський рок, що стояв ближче до фольклорних корінь, ґрунтуючись на використанні традиційних мелодій кельтської скрипки й губної гармошки, а також традиційних вокальних стилів.
Складнішим був шлях фолк-року у країнах Східної Європи. Творчість таких гуртів, як угорського Illés, або румунського Transsylvania Phoenix переслідувалася тогочасними комуністичними режимами цих країн, через що справжній розквіт фолк-року в цих країнах постав відтермінованим на кінець XX століття.

## Представники напрямку
Серед відомих представників фольк-року англомовних країн — Боб Ділан, Пол Сімон, Саймон і Гарфанкел, Crosby, Stills, Nash & Young, Піт Сіґер, The Byrds, Ніл Янг, Джоні Мітчелл, Рой Гарпер, Джоан Баез, Тім Баклі, Нік Дрейк, Fairport Convention, Steeleye Span, The Albion Band, Pentangle, The Ukrainians, Incredible String Band, Пол Саймон, The Pogues, The Waterboys.
В українській музиці до фолк-року відносять Joryj Kłoc, Rock-H, TaRuta, «АтмАсфера», «Тартак», «Перкалаба», «Гайдамаки», «Мандри», «Тінь Сонця», «Воанергес», «Триставісім», «Чумацький Шлях», частково «Воплі Відоплясова» та інші гурти.
Серед сучасних фолк-рок-гуртів Східної Європи слід відзначити румунський Transsylvania Phoenix, молдавський Zdob și Zdub, польські Rzepczyno, Shamrock, Shannon, чеські Nerez, Čechomor, Fleret, Hromosvod.